# Raúl Fabiani
Raúl Fabiani est un footballeur équatoguinéen né le 23 avril 1984 à Valence. Il évolue au poste d'attaquant avec  le club amateur du UD Vall d'Uixó.

## Carrière
- 2003-2004 : Villareal B ( Espagne)
- 2004-2005 : Moralo CP ( Espagne)
- 2005-2006 : CP Cacereño ( Espagne)
- 2006-2007 : UD Lanzarote ( Espagne)
- 2007-2008 : CD Teruel ( Espagne)
- 2008-2010 : Villajoyosa CF ( Espagne)
- 2010-201. : CD Alcoyano ( Espagne)[1]